# Gwen Torrence
Pour les articles homonymes, voir Torrence.
Gwendolyn Lenna "Gwen" Torrence, née le 12 juin 1965 à Decatur, Géorgie, est une ancienne sprinteuse américaine médaillée à plusieurs reprises aux Jeux olympiques et aux Championnats du monde.

## Biographie
Aux Jeux olympiques d'été de 1992 à Barcelone, elle remporta l'or sur 200 m devant les deux jamaïquaines Juliet Cuthbert et Merlene Ottey. En relais 4 × 100 m avec Evelyn Ashford, Esther Jones et Carlette Guidry, elle remporta aussi l'or ainsi qu'une médaille d'argent en relais 4 × 400 m avec Natasha Kaiser, Jearl Miles et Rochelle Stevens.
Aux Jeux olympiques d'été de 1996 à Atlanta, elle termina troisième sur 100 m derrière Gail Devers et Merlene Ottey. En relais 4 × 100 m elle remporta à nouveau l'or avec Gail Devers, Inger Miller et Chryste Gaines.
Après les championnats des États-Unis en salle de 1997 où elle gagna l'argent sur 60 m, elle se retira de la compétition.

## Palmarès

### Jeux olympiques d'été
- Jeux olympiques d'été de 1988 à Séoul ( Corée du Sud)
  - 5e sur 100 m
  - 6e sur 200 m
- Jeux olympiques d'été de 1992 à Barcelone ( Espagne)
  - 4e sur 100 m
  -  Médaille d'or sur 200 m
  -  Médaille d'or en relais 4 × 100 m
  -  Médaille d'argent en relais 4 × 400 m
- Jeux olympiques d'été de 1996 à Atlanta ( États-Unis)
  -  Médaille de bronze sur 100 m
  -  Médaille d'or en relais 4 × 100 m

### Championnats du monde d'athlétisme
- Championnats du monde d'athlétisme de 1987 à Rome ( Italie)
  - 5e sur 200 m
- Championnats du monde d'athlétisme de 1991 à Tokyo ( Japon)
  -  Médaille d'argent sur 100 m
  -  Médaille d'argent sur 200 m
- Championnats du monde d'athlétisme de 1993 à Stuttgart ( Allemagne)
  -  Médaille de bronze sur 100 m
  -  Médaille d'argent sur 200 m
  -  Médaille d'argent en relais 4 × 100 m
  -  Médaille d'or en relais 4 × 400 m
- Championnats du monde d'athlétisme de 1995 à Göteborg ( Suède)
  -  Médaille d'or sur 100 m
  -  Médaille d'or en relais 4 × 100 m

### Championnats du monde d'athlétisme en salle
- Championnats du monde d'athlétisme en salle de 1989 à Budapest ( Hongrie)
  -  Médaille d'argent sur 60 m

### Jeux panaméricains
- Jeux Panaméricains de 1987 à Indianapolis ( États-Unis)
  -  Médaille d'or sur 200 m
  -  Médaille d'or en relais 4 × 100 m